# Ueli Zbinden
Ueli Zbinden (* 18. März 1945 in Köniz) ist ein Schweizer Architekt und emeritierter Universitätsprofessor.

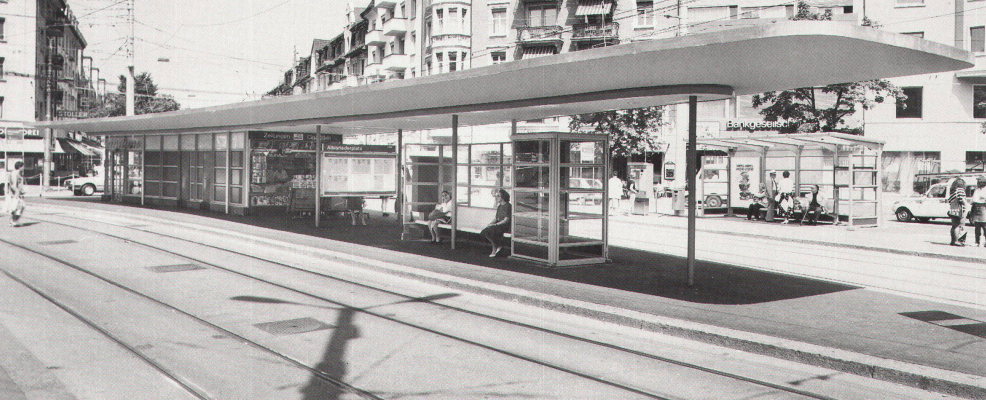
Tramhaltestelle Albisriederplatz, Zürich

## Werdegang
Ueli Zbinden diplomierte 1972 in Architektur an der ETH Zürich bei Rolf Gutmann und arbeitete bis 1979 bei Schmid, Schwarz & Gutmann und bei Tihamer Koncz in Zürich. Von 1979 bis 1984 lehrte Zbinden als wissenschaftlicher Assistent bei Rolf Schaal an der ETH Zürich und bis 1991 als wissenschaftlicher Mitarbeiter am Institut gta der ETH Zürich. 1985 gründete er ein Architekturbüro in Zürich. Von 1991 bis 1992 hatte er eine Gastprofessur an der EPF Lausanne, 1992 bis 1993 dozierte er an der Zürcher Hochschule Winterthur, und von 1993 bis 1994 hatte er eine Gastprofessor an der ETH Zürich. 1994 wurde Ueli Zbinden als Universitätsprofessor an die TU München berufen, dieses Amt hatte er bis 2011 inne.
Ueli Zbinden wurde 1993 in den Bund Schweizer Architekten berufen und ist Mitglied im Schweizerischen Ingenieur- und Architektenverein.

## Bauten
Eine Auswahl der Bauwerke wurde von Heinrich Helfenstein und Laura Egger dokumentarisch fotografiert.
- 1988: Umbau Tramhaltestelle Albisriederplatz, Zürich[2]
- 1988–1989: Haus Bühler, Däniken[3][4]
- 1985–1990: Siedlung, Seon
- 1991–1992: Bahnhofplatz, Dietikon[5][6][7]
- 1992–1993: Stellwerk SBB Tiefenbrunnen, Zürich
- 1992–1993: Bahnhof Glanzenberg[8]
- 1997–1999: Erweiterung und Renovierung Freibad Allenmoos, Zürich, mit Landschaftsarchitekt Günther Vogt (von Max Ernst Haefeli und Werner Max Moser)[9]
- 2001: Leibnitz-Rechenzentrum der Bayerischen Akademie der Wissenschaften, München, mit Holzfurtner und Bahner
- 2002–2003: Kindertagesstätte Friedrich Schiedel, München mit Holzfurtner und Bahner und Landschaftsarchitekt Peter Latz[10]
- 2004–2006: Kirchplatz und Markthalle, Dietikon
- 2009: Wohnüberbauung Schürliweg, Zürich[11]
- 2009–2012: Wohn- und Geschäftshaus Murtenstrasse, Bern
- 2016–2018: Wohnanlage Langwiesenstrasse, Unterengstringen
- 2008–2020: Wohnsiedlung Corminbœuf
- 2018–2021: Wohngebäude Bauherrenstrasse, Zürich-Höngg

## Auszeichnungen und Preise
- 2001: Anerkennung – Deutscher Fassadenpreis
- 2004: Auszeichnung – Gestaltungspreis der Wüstenrot Stiftung für Studentenwohnheim, München[12]
- 2007: Anerkennung – Prix Acier für Kirchplatz und Markthalle, Dietikon

## Bücher
- mit Ueli Roth (Hrsg.): Stadtplanung und Siedlungsbau. Unterlagen zur Vorlesung. Akademischer Ingenieurverein ETH-Z, Zürich 1970.
- Hans Brechbühler 1907–1989. gta Verlag, Zürich 1991, ISBN 3-85676-027-X, mit Beiträgen von Werner Oechslin, Niklaus Kohler, Kurt Aellen, Mario Labò.[13]
- mit Florian Fischer-Almannai und Markus Wassmer (Hg.): Wechselseitig. Zu Architektur und Technik. Technische Universität München, München 2006[14]